# Unešić
Unešić falu és község Horvátországban Šibenik-Knin megyében. Közigazgatásilag Cera, Čvrljevo, Donje Planjane, Donje Utore, Donje Vinovo, Gornje Planjane, Gornje Utore, Gornje Vinovo, Koprno, Ljubostinje, Mirlović Zagora, Nevest, Ostrogašica, Podumci és Visoka települések tartoznak hozzá.

## Fekvése
Šibeniktől légvonalban 23, közúton 31 km-re keletre, Dalmácia középső részén a fekszik.

## Története
A régészeti leletek tanúsága szerint a község területe ősidők óta lakott. A legjelentősebb ókori lelőhely Koprno határában található, ahol egy a 2. és 5. század közötti illír-római erődített település maradványai között Epona kelta istenséget ábrázoló dombormű került elő. Budine, Samarače és Rudine szintén történelem előtti és illír lelőhelyek, melyek jelentőségére Lujo Marun atya már száz évvel ezelőtt felhívta a figyelmet. A Golobrdo hegyen Galića illír vár maradványai találhatók, Veliki Umacon pedig történelem előtti halomsírok láthatók. A Veliki Bogočin lejtőjén található Lužine területén a keleti gótok temetőjét tárták fel. A Mali Bogočin hegyen és a Divina barlangnál az egyik legjobb állapotban fennmaradt ószláv pogány szakrális építmények kerültek elő. A Nevesti-mező egész környéke a különböző korokból származó régészeti leletek valóságos múzeuma, melyek legnagyobb része még feltárásra vár. Sokkal kevesebb lelet került elő a középkor időszakából, a tatárjárás előtti időből. Ez alapján feltételezhető, hogy Unešić ebben a korban még nem létezett, a környező településekkel együtt csak a késő középkorban keletkezett. Nagyon valószínű, hogy Unešić ebben az időben Kosevića része volt. Kosevićához Partemić (a mai Vinovo Donje, templomát lerombolták), Dobričić (Planjane Donje a Szent János templommal) és Zvoničac (a mai Ostrogašica Podumcival és Mirlović egy részével) középkori települések tartoztak.
Egyházi szempontból Unešić a 13. századtól a 15. századig Sitno plébániájához tartozott. A környező településekkel együtt 1522-ben szállta meg a török és csak a 17. század végén szabadították fel a velencei seregek. A török uralom idején területe a Klisszai szandzsák része volt. Ebben az időszakban a keresztény hívek szolgálatát a visovaci ferences atyák látták el. A török uralom után Unešić a mirlovići plébániához került és majd csak 1856-ban lesz önálló egyházközség.
A település 1797-ben a Velencei Köztársaság megszűnésével a Habsburg Birodalom része lett. 1806-ban Napóleon csapatai foglalták el és 1813-ig francia uralom alatt állt. Napóleon bukása után ismét Habsburg uralom következett, mely az első világháború végéig tartott. Az unešići plébánia megalapítása után Planjane, Vinovo Donje, Koprno és Ljubostinje települések tartoztak hozzá. A falunak 1857-ben 380, 1910-ben 434 lakosa volt. Az első világháború után rövid ideig az Olasz Királyság, ezután a Szerb-Horvát-Szlovén Királyság, majd Jugoszlávia része lett. 1991-ben csaknem teljes lakossága horvát nemzetiségű volt. A falunak 2011-ben 320, a községnek összesen 1686 lakosa volt.

## Lakosság
| Lakosság változása | Lakosság változása | Lakosság változása | Lakosság változása | Lakosság változása | Lakosság változása | Lakosság változása | Lakosság változása | Lakosság változása | Lakosság változása | Lakosság változása | Lakosság változása | Lakosság változása | Lakosság változása | Lakosság változása | Lakosság változása |
| ------------------ | ------------------ | ------------------ | ------------------ | ------------------ | ------------------ | ------------------ | ------------------ | ------------------ | ------------------ | ------------------ | ------------------ | ------------------ | ------------------ | ------------------ | ------------------ |
| 1857               | 1869               | 1880               | 1890               | 1900               | 1910               | 1921               | 1931               | 1948               | 1953               | 1961               | 1971               | 1981               | 1991               | 2001               | 2011               |
| 380                | 395                | 419                | 385                | 413                | 434                | 442                | 562                | 677                | 754                | 802                | 860                | 698                | 550                | 387                | 320                |

## Nevezetességei
- Szent György tiszteletére szentelt régi plébániatemploma[6] titulusa eredetileg Szent Péter volt és 1433-ban említik először. Valószínűleg 1688 és 1690 között bővítették. Belül gótikus boltozattal fedett. Homlokzatán a bejárat mellett két kis ablak és kis félköríves nyílás látható, oromzatán pengefalú harangtoronnyal, benne egy haranggal. A déli oldalán nyitott boltozott kápolna, valószínű a török által lerombolt középkori templom maradványa. Az épület műemléki védelem alatt áll. A templom körüli temetőt 1970-ben betonfallal vették körbe, melyet 1992 és 1995 között benkovaci kővel burkoltak. A temetőben 18. és 19. századi, helyi mesterek által faragott sírkövek találhatók. A temető közepén 1998-ban öt méter magas keresztet állítottak II. János Pál pápa második horvátországi látogatásának emlékére.[3]
- Szent György tiszteletére szentelt új plébániatemploma 1885 és 1887 között épült neoromán stílusban. Háromszög alakú tympanonnal lezárt béleletes kapuzata van. A homlokzaton három félköríves és egy kis kör alakú ablak látható, oromzatán kőkereszttel. Egyhajós, apszissal lezárt alaprajzú épület. A déli oldalán látható harangtornyot 1969-ben A. Barać tervei szerint kezdték építeni, de csak 1995-ben fejezték be. Környezetét az 1990-es évek elején rendezték, füvesítettek, fákat, virágokat ültettek és járdát aszfaltoztak. 1997-ben díszes kandeláberekkel biztosították a megvilágítást.A templom nagy márvány oltárát 1893-ban építették, rajta Szent György képével. A hajó fehér márvány oltára az Egészségadó boldogasszony tiszteletére van szentelve, oltárképe a 19. században készült. A hajó másik oltára fából készült Szent Antal és Jeromos tiszteletére, helyi mester munkája. Az oltár szobrai kő talapzaton a szentély előtt állnak. A kórust 1975-ben építették. Az épületet nemrég kívül-belül megújították.[3]